# Paullinia yoco
Paullinia yoco är en kinesträdsväxtart som beskrevs av R. E. Schult. & Killip. Paullinia yoco ingår i släktet Paullinia och familjen kinesträdsväxter. Inga underarter finns listade i Catalogue of Life.